# Кео Кумане
Кео Кумане (1571–1596) — двадцять третій правитель королівства Лансанг.

## Біографія
Був сином короля Сеттатірата та його дружини, дочки Сен Сулінти. На момент смерті батька (1571) Кео Кумане не було ще й року, тому новим королем проголосив себе Сен Сулінта, а Кео Кумане був вивезений до Тегу, де зростав і виховувався.
1591 року за зверненням придворної знаті Лансангу бірманський король Нандабаїн звільнив Кео Кумане та дозволив йому повернутись на батьківщину, щоб зайняти тамтешній престол. Його воцарінням завершився період безвладдя та міжусобної боротьби в країні. 1593 року Кео Кумане проголосив незалежність від імперії Таунгу. Втім упродовж його правління Лансанг зазнавав ще кількох нападів з боку бірманської держави.
Кео Кумане помер 1596 року, не лишивши спадкоємців. Після його смерті престол зайняв Воравонґса II, син молодшої дочки короля Потісарата I.